# Água (ballet)
Pour les articles homonymes, voir Água.
Água est un ballet de danse contemporaine créé en 2001 par Pina Bausch. Cette pièce s'attache à l'évolution de l'eau dans un monde d'hommes et de femmes.